# Antennuloniscus latoperculus
Antennuloniscus latoperculus är en kräftdjursart som beskrevs av Wiebke Brökeland 2006. Antennuloniscus latoperculus ingår i släktet Antennuloniscus och familjen Haploniscidae. Inga underarter finns listade i Catalogue of Life.